# Tsirku River
Der Tsirku River ist ein etwa 42 km langer gletschergespeister rechter Nebenfluss des Chilkat River in der Panhandle des US-Bundesstaats Alaska, nordwestlich von Haines.

## Verlauf
Der Tsirku River wird vom Tsirku-Gletscher gespeist. Das aktuelle Quellgebiet liegt knapp 3 km von der Grenze zwischen Alaska und British Columbia entfernt. Der Fluss verläuft vollständig auf US-amerikanischem Boden. Der Tsirku River fließt anfangs entlang der Nordflanke der Takhinsha Mountains nach Westen und nimmt dabei mehrere gletschergespeiste Bäche auf. Bei Flusskilometer 30 wendet sich der Tsirku River in Richtung Ostnordost und wenig später nach Norden. Bei Flusskilometer 12 durchschneidet der Fluss einen Höhenkamm und biegt scharf nach Osten ab. Auf seinen letzten 3 Kilometern spaltet sich der Tsirku River in einem 5 Kilometer breiten Schwemmkegel in zwei größere sowie zahlreiche kleinere Flussarme auf und mündet in den Chilkat River. Das Mündungsgebiet liegt im Alaska Chilkat Bald Eagle Preserve nahe dem Tlingit-Dorf Klukwan. Der Tsirku River bildet nach dem Klehini River den zweitgrößten Zufluss des Chilkat River.